# فرودگاه کوه ووتای
فرودگاه کوه ووتای (به انگلیسی: Wutaishan Airport) یک فرودگاه نظامی و همگانی است . این فرودگاه در کشور چین قرار دارد .

## شرکت‌های هواپیمایی و مقصدهای پروازی
| شرکت‌های هواپیمایی      | مقصدهای پروازی                  |
| ---------------------- | ------------------------------- |
| بیجینگ کپیتال ایرلاینز | گایلین لیانگ‌جیانگ، هایکو میلان  |
| China Express Airlines | چنگچینگ ییانگبی، تیانجین بینهای |
| شانگهای ایرلاینز       | شانگهای پودنگ، یینچوان هیدونگ   |